# Perizoma intrusata
Perizoma intrusata är en fjärilsart som beskrevs av Herrich-Schäffer 1841. Perizoma intrusata ingår i släktet Perizoma och familjen mätare. Inga underarter finns listade i Catalogue of Life.